# Mórocza Antónia
Szuperné Mórocza Antónia, névváltozat: Móricz, született: Móritz Julianna Antónia (Szabadka, 1820. január 6. (keresztelés) – 1859 után?) drámai színésznő.

## Életútja
Móritz György szabadkai asztalosmester és Köpödy Borbála római katolikus szülők leánya. 1839-ben kezdte a színipályát sógoránál, Fekete Gábor színigazgató társulatában. 1841. november 23-án Győrött Szuper Károly színész felesége lett. Kezdetben kisebb naivaszerepekben tűnt fel, majd az 1850-es években már a társalgási drámák anyaszerepeit formálta meg. A Magyar színházművészeti lexikon szerint 1858-ig lelhetők fel adatok fellépéseiről, bár még 1859-ben is megjelenik Szuperné neve a Hölgyfutár című lapban. 1859 februárjában Kaposváron került sor jutalomjátékára (Essex gróf), júniusban a sajtó zalaegerszegi fellépésről tudósít, bár a színésznőről megjegyzi a következőt: "Szuperné, ki ízléses öltözékeivel is jótékonyan hat a nézőre, a drámai jellem szerepeket érzés, erély, és sokszor költői fölfogással játsza; actiója, taglejtései színpadi otthonosságáról, szerepeinek hibátlan tudása szorgalmáról tanúskodnak, azonban bármenyire méltányoljuk is e derék színésznőt, ki kell mondanunk, mikép ő is a vidéki színigazgatók nejeinek azon átalános hibájáiban sinlik, hogy korához nem illő szerepeket játszik.". Ezután még 1859 októberéből Lőcséről érkezett hír szerepléséről.
Egy kritika róla így szól: „A társaság primadonnája, megáldva sok előnyös tulajdonnal, melyek méltán a közönség kedvencévé teszik. A fiatalság, mely sokszor és sok helyen maga teremti a tapsokat, eltűnt ugyan arcáról, de a lélek megmaradt ott, hová magát felküzdötte. Szuperné, mint az életben, úgy a színpadon is szerény asszony; mozdulataiban semmi kirívó, még ha a kacérságot kell is képviselnie, híven ábrázolja azt, minden túlzás nélkül. Az elegánciát ő képviseli e színpadon; öltözéke mindig választékos és összhangzó" (Hölgyfutár, 1858. 296. sz.)
Nővére Móritz Mária (előbb Fekete Gábor színigazgató, később Kocsisovszky Jusztin felesége), színésznő volt, aki Szabadkán született 1815-ben és 1837. május 5-én lépett színpadra, meghalt 1905. június 14-én Szombathelyen.

## Fontosabb szerepei
- Floretta (Moreto–West: Donna Diana)
- Nativa (Bouchardy: Lázár, a pásztor)
- Kukovainé (Fáy A.: Régi pénzek)